# Høgfonnhornet
Das Høgfonnhornet (norwegisch für Hohes Schneefeldhorn) ist ein 2366 m hoher Berg im ostantarktischen Königin-Maud-Land. Im Borg-Massiv ragt er am südlichen Ausläufer des Bergs Høgfonna auf.
Norwegische Kartographen, die ihn auch benannten, kartierten ihn anhand geodätischer Vermessungen und Luftaufnahmen der Norwegisch-Britisch-Schwedischen Antarktisexpedition (1949–1952).